# Michał Bergson (bankier)

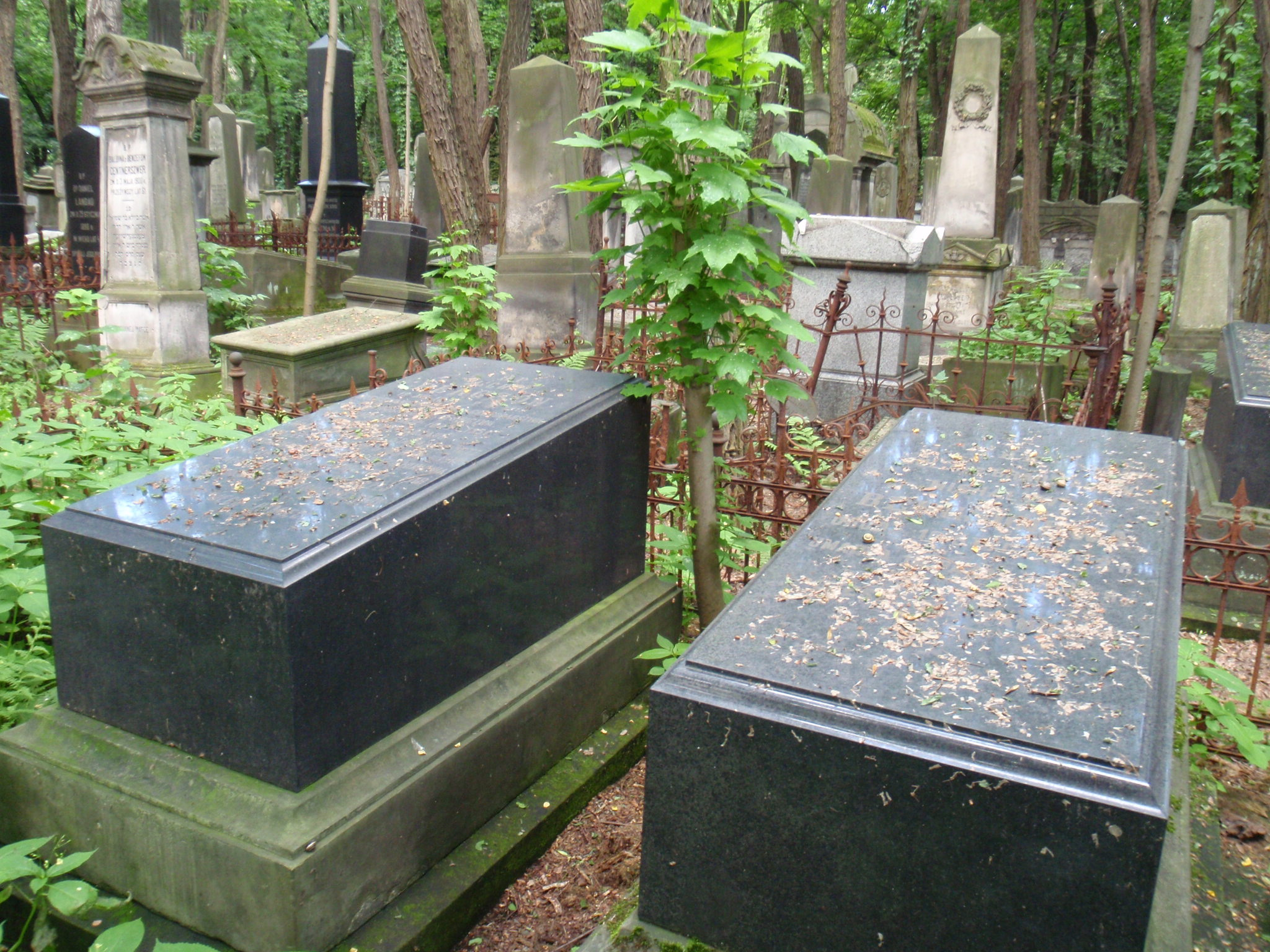
Grób Michała Bergsona na cmentarzu żydowskim w Warszawie (po lewej)

Michał Bergson (ur. 12 grudnia 1831 w Warszawie, zm. 2 września 1919 tamże) – polski przedsiębiorca, filantrop i działacz społeczny żydowskiego pochodzenia, w latach 1896–1918 prezes warszawskiej gminy żydowskiej.

## Życiorys
Urodził się w Warszawie w rodzinie żydowskiej, jako syn Ludwika Bergsona (1808–1857) i Doroty z domu Celniker (1809–1874). Był praprawnukiem Szmula Zbytkowera (1727–1801), prawnukiem Bera Sonnenberga (1764–1822; od jego imienia pochodzi nazwisko Bergsonów) i wnukiem Gabriela Bergsona (1790–1844). W latach 1849–1851 był wychowankiem Instytutu Gospodarstwa Wiejskiego i Leśnictwa w Marymoncie. Od 1877 był członkiem zarządu warszawskiej gminy żydowskiej, której w latach 1896–1918 prezesował.
Był współwłaścicielem domu handlowego S i M Bergson, założycielem i członkiem Rady Opiekuńczej szkoły rolniczej dla żydowskiej młodzieży w Częstoniewie, w 1880 radcą handlowym Banku Polskiego, w latach 1891–1909 członkiem Komitetu Giełdowego, a w latach 1884–1918 kuratorem Głównego Domu Schronienia Ubogich Starców i Sierot Starozakonnych w Warszawie. Z jego inicjatywy powstał w latach 1911–1914 Gmach Wychowawczy Warszawskiej Gminy Starozakonnych.
Z małżeństwa z Julią Brauman (1842–1909), z którą miał sześcioro dzieci: Ludwika (1863–1940), Zofię Eleonorę (ur. 1864), Józefę (1865–1904), Anielę (1867–1911), Henryka (1868–1892) i Marię (1869–1886).
Zmarł po ciężkiej chorobie. Jest pochowany na cmentarzu żydowskim przy ulicy Okopowej w Warszawie (kwatera 33, rząd 11).